# Damen Shipyards Group

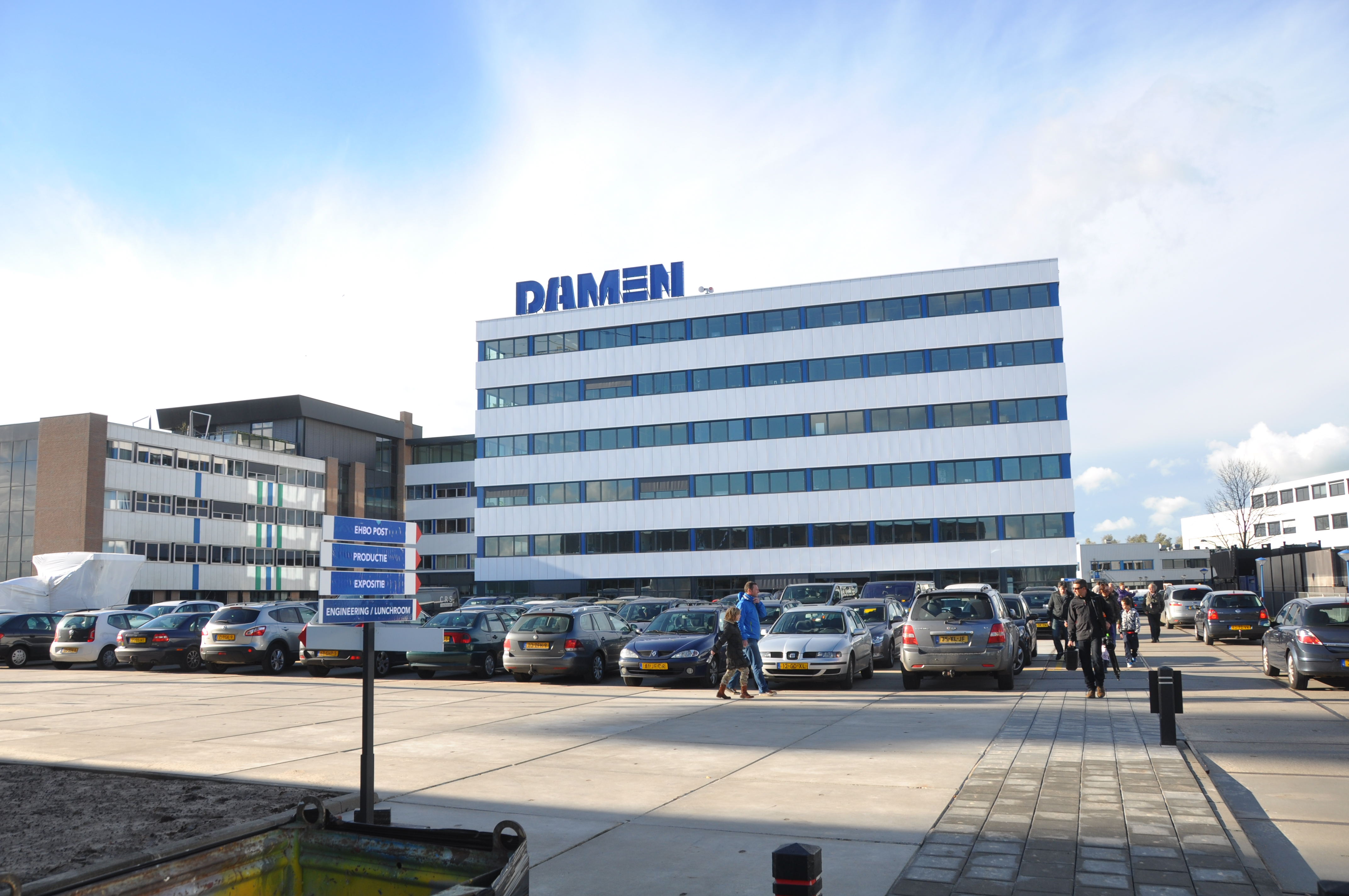
Damen Shipyards Groups huvudkontor i Gorinchem i Nederländerna

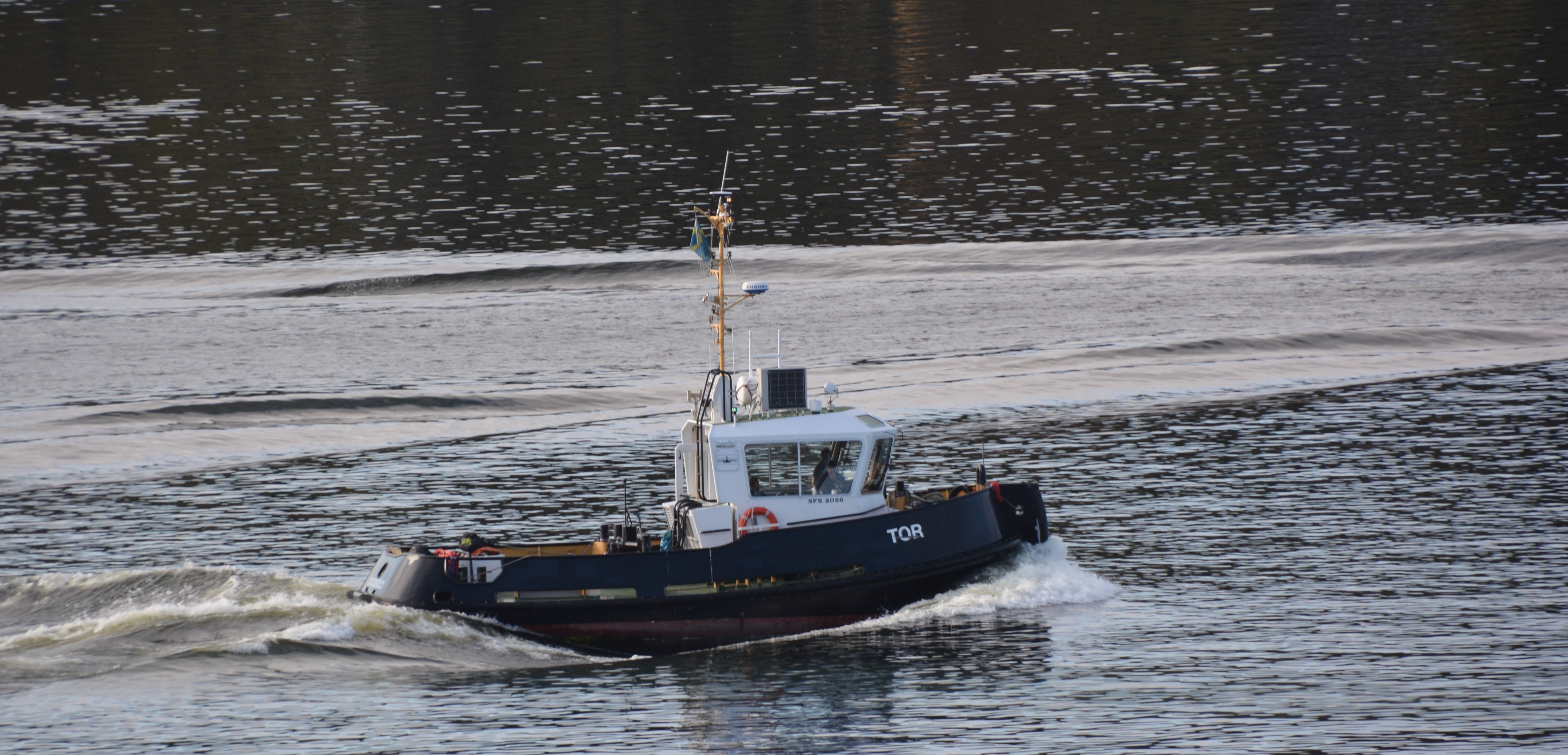
Bogserbåten Tor på Marin & Haverikonsult i Stockholm, byggd av Damen Shipyards 2017

Damen Shipyards Group är ett familjeägt nederländskt varvsföretag, baserat i Gorinchem i Nederländerna. 
Damen Shipyards Group är ett globalt företag med fler än 50 varv, reparationsverkstäder och andra marint inriktade företag. Sedan 1969 har den byggt fler än 5.000 fartyg, upp till 150 fartyg om året. Damen Group bygger bland annat bogserbåtar, arbetsbåtar, patrullfartyg, lastfartyg, mudderverk och snabbfärjor. Damen Group har egna konstruktions- och teknikutvecklingsenheter. 

## Damen Shipyards i Sverige
Damen ägde tidigare Oskarshamnsvarvet (sålt 2023) och Götaverken Cityvarvet i Göteborg (nedlagt 2015).

## Fartyg i urval
- Övervakningsfartyg 320-serien, 2024 (planerat)